# John Hodiak
John Hodiak (Pittsburgh, Pensilvania, 16 de abril de 1914-Tarzana, California, 19 de octubre de 1955) fue un actor teatral, radiofónico, cinematográfico y televisivo de nacionalidad estadounidense.

## Biografía

### Inicios
Nacido en Pittsburgh, Pensilvania, sus padres eran Walter Hodiak (25 de octubre de 1888-21 de agosto de 1962) y Anna Pogorzelec (28 de febrero de 1888-17 de octubre de 1971). De ascendencia ucraniana y polaca, Hodiak creció en Hamtramck (Míchigan).
Hodiak tuvo su primera experiencia teatral a los 11 años de edad, actuando en obras ucranianas y rusas para la Iglesia greco-católica ucraniana. Desde el momento de su primera interpretación, él decidió hacerse actor. Su vocación no varió ni siquiera cuando, siendo tercera base en el equipo de béisbol de su local high school, le ofrecieron ser contratado para formarse en la granja escuela de los Saint Louis Cardinals, posibilidad que descartó.

### Radio
Cuando Hodiak intentó conseguir un trabajo en la radio, fue rechazado a causa de su acento. Entonces trabajó como caddie en un campo de golf de Detroit, ocupándose después en la fábrica de automóviles Chevrolet, mejorando mientras tanto su dicción. Cuando lo hubo conseguido, se hizo actor radiofónico y se mudó a Chicago. Allí, Hodiak interpretó el papel del personaje de la tira cómica Li'l Abner, y también encarnó a McCullough en la serie radiofónica Girl Alone.

### Hollywood
Hodiak llegó a Hollywood en 1942, y firmó un contrato con Metro-Goldwyn-Mayer, negándose a cambiar su nombre. Fue escogido para desempeñar pequeños papeles con la productora, pero fue descubierto por Alfred Hitchcock y mediante una cesión a 20th Century Fox, tuvo un brillante papel en Lifeboat (1944), junto a Tallulah Bankhead. Siguieron otros papeles de importancia, entre ellos el del Mayor Joppolo en A Bell For Adano (1945), film en el que actuó con Gene Tierney.
A pesar de ese éxito, en 1949 una serie de malas elecciones hicieron que los exhibidores le consideraran un "veneno de la taquilla".
Sin embargo, en 1953 fue el jefe Apache Cochise en la película Conquest of Cochise, con Robert Stack, Rico Alaniz, y Carol Thurston.

### Broadway
En 1953, Hodiak fue a Nueva York y debutó en el circuito de Broadway con la obra The Chase. La pieza fue un fracaso, pero él recibió muy buenas críticas. Después encarnó al Teniente Maryk en la producción de Paul Gregory de la obra The Caine Mutiny Court Martial, de Herman Wouk, adaptación de su novela The Caine Mutiny. Esta pieza se mantuvo dos años en escena, y la actuación de Hodiak le supuso el aplauso de la crítica nacional. 
Cuando el show se dio por finalizado tras una gira por el país, Hodiak empezó a trabajar en la película Trial (1955), de MGM. Al siguiente año actuó en On the Threshold of Space (1956), film de 20th Century Fox.

### Vida personal
Hodiak y la actriz Anne Baxter se casaron el 7 de julio de 1946, pero se divorciaron el 27 de enero de 1953. Tuvieron una hija, Katrina Hodiak (nacida el 9 de julio de 1951), que sería actriz.
John Hodiak falleció en 1955, a los 41 años de edad, en Tarzana, California, a causa de un infarto agudo de miocardio. En aquel momento se encontraba rodando escenas de On the Threshold of Space. Se decidió que su actuación era los bastante prolongada para poder completar y estrenar la película. Fue enterrado en el Cementerio Calvary, en Los Ángeles.
Por su trabajo en la radio, a Hodiak se le concedió una estrella en el paseo de la fama de Hollywood, en el 6101 de Hollywood Boulevard.

## Radio
| Año  | Programa | Episodio/fuente    |
| ---- | -------- | ------------------ |
| 1952 | Suspense | The Big Heist      |
| 1953 | Suspense | Gold of the Adomar |
| 1953 | Suspense | The Mountain       |

## Filmografía

### Cine
- A Stranger in Town, de Roy Rowland (1943)
- Swing Shift Maisie, de Norman Z. McLeod (1943)
- I Dood It, de Vincente Minnelli (1943)
- Lifeboat, de Alfred Hitchcock (1944)
- Song of Russia, de Gregory Ratoff (1944)
- Maisie Goes to Reno, de Harry Beaumont (1944)
- Marriage Is a Private Affair, de Robert Z. Leonard (1944)
- Sunday Dinner for a Soldier, de Lloyd Bacon (1944)
- A Bell for Adano, de Henry King (1945)
- The Harvey Girls, de George Sidney (1946)
- Two Smart People, de Jules Dassin (1946)
- Somewhere in the Night, de Joseph L. Mankiewicz (1946)
- The Arnelo Affair, de Arch Oboler (1947)
- Desert Fury, de Lewis Allen (1947)
- Love from a Stranger, de Richard Whorf (1947)
- Homecoming, de Mervyn LeRoy (1948)
- Command Decision, de Sam Wood (1948)
- The Bribe, de Robert Z. Leonard (1949)
- Battleground, de William A. Wellman (1949)
- Malaya, de Richard Thorpe (1949)
- Ambush, de Sam Wood (1950)
- A Lady Without Passport, de Joseph H. Lewis (1950)
- The Miniver Story, de H.C. Potter (1950)
- Night into Morning, de Fletcher Markle (1951)
- The People Against O'Hara, de John Sturges (1951)
- Across the Wide Missouri, de William A. Wellman (1951)
- The Sellout, de Gerald Mayer (1952)
- Battle Zone, de Lesley Selander (1952)
- Ambush at Tomahawk Gap, de Fred F. Sears (1953)
- Mission Over Korea, de Fred F. Sears (1953)
- Conquest of Cochise, de William Castle (1953)
- Dragonfly Squadron, de Lesley Selander (1954)
- Trial, de Mark Robson (1955)
- On the Threshold of Space, de Robert D. Webb (1956)

### Televisión
- Chesterfield Presents (1952)
- Hollywood Opening Night (1952)
- The Ford Television Theatre (1953)
- Letter to Loretta (1955)